# Élections législatives anguillaises de 2015
Les élections législatives anguillaises de 2015 se déroulent le 22 avril 2015 afin de renouveler les 7 membres élus de l'assemblée de l'île d'Anguilla. Elles donnent lieu à une alternance, le Mouvement uni d'Anguilla au pouvoir perdant la totalité de ses sièges au profit du Front uni d'Anguilla (AUF). Victor Banks (AUF) remplace Hubert Hughes au poste de Ministre en chef d'Anguilla .

## Système politique et électoral
Anguilla est un territoire d'outre-mer du Royaume-Uni situé dans l'atlantique nord et organisé sous la forme d'une monarchie parlementaire. Les îles font partie de la Couronne britannique, et la reine du Royaume-Uni Élisabeth II en est nominalement chef de l'État, représenté par un gouverneur.
Son parlement unicaméral, l'assemblée d'Anguilla, est composée de 9 à 11 députés dont 7 élus au scrutin majoritaire uninominal à un tour dans autant de circonscriptions uninominales et deux nommés par le gouverneur d'anguilla. Les deux autres sièges sont réservés d'office au président de la chambre et au Procureur général s'ils n'en sont pas déjà membres.

## Résultats
|                        |                                                                                      |        |               |        |               |  |  |  |  |
| Partis                 | Partis                                                                               | Voix   | %             | Sièges | +/-           |  |  |  |  |
|                        | Front uni d'Anguilla (AUF)                                                           | 4 324  | 54,44         | 6      | 4             |  |  |  |  |
|                        | Mouvement uni d'Anguilla (AUM)                                                       | 3 039  | 38,26         | 0      | 4             |  |  |  |  |
|                        | Parti de la démocratie, des opportunités, de la vision et de l'autonomisation (DOVE) | 110    | 1,38          | 0      | Nv            |  |  |  |  |
|                        | Indépendants                                                                         | 470    | 5,92          | 1      | 1             |  |  |  |  |
|                        | Membres nommés                                                                       |        |               | 2      | en stagnation |  |  |  |  |
|                        | Membres ex-officio                                                                   | 2      | en stagnation |        |               |  |  |  |  |
|                        |                                                                                      |        |               |        |               |  |  |  |  |
| Suffrages exprimés     | Suffrages exprimés                                                                   | 7 953  | 99,43         |        |               |  |  |  |  |
| Votes blancs et nuls   | Votes blancs et nuls                                                                 | 46     | 0,57          |        |               |  |  |  |  |
| Total                  | Total                                                                                | 7 989  | 100           | 11     | en stagnation |  |  |  |  |
| Abstention             | Abstention                                                                           | 2 919  | 26,76         |        |               |  |  |  |  |
| Inscrits/Participation | Inscrits/Participation                                                               | 10 908 | 73,24         |        |               |  |  |  |  |